# 三桥站 (铁路)
三桥站是一个陇海线上的铁路车站，位于陕西省西安市未央区三桥街道，建于1936年，目前为三等站，邮政编码为710086。客运：办理客运业务。货运：办理整车、零担货物发到。专用线包括西安石化厂，西安车辆厂，740库，05库，配件厂，商储公司（容器厂），商品车集散货场，在陇海铁路上。本站同时设有前往西成客运专线阿房宫站的客车联络线。